# 中国人民解放军军事航天部队航天工程大学
40°21′19.97″N 116°39′30.39″E / 40.3555472°N 116.6584417°E
中国人民解放军军事航天部队航天工程大学，简称航天工程大学，是中华人民共和国北京市的一所军事院校，隶属中国人民解放军军事航天部队领导管理，是培养航天指挥管理与工程技术人才的综合性大学。

## 沿革
- 1978年6月，创建国防科委干部学校，隶属国防科委[2]。
- 1982年，更名国防科工委干部学校，隶属国防科工委。
- 1986年，升格国防科工委指挥技术学院[2]。
- 1999年，更名中国人民解放军装备指挥技术学院，隶属中国人民解放军总装备部[2]。
- 2011年，更名中国人民解放军装备学院。是隶属中国人民解放军总装备部的正军级任职教育院校[3]。
- 2016年，在深化国防和军队改革中，由中国人民解放军总装备部转隶中央军事委员会训练管理部[4]。
- 2017年，在深化国防和军队改革中，经中央军委批准，以原装备学院为基础重建为中国人民解放军战略支援部队航天工程大学，隶属中国人民解放军战略支援部队航天系统部领导管理[1][5]。
- 2024年4月，中国人民解放军战略支援部队撤销番号。按照之前隶属于战略支援部队航天系统部的隶属关系，战略支援部队航天工程大学因此划归新成立的军事航天部队。[6]

## 历任领导
| 院长 - 贾乾瑞（1979年2月20日—？，国防科委干部学校校长） - 沈荣骏（？—1985年3月，国防科工委干部学校校长） - 陈荣乡 少将（1986年6月9日—1996年，国防科工委指挥技术学院院长） - 常显奇 少将（1996年—2002年，国防科工委指挥技术学院、装备指挥技术学院院长） - 张育林 少将（2002年—2003年，装备指挥技术学院院长） - 屠恒章 少将（2004年8月—2008年，装备指挥技术学院院长） - 邹鹏 少将（2008年—2017年，装备指挥技术学院、装备学院院长） - 周志鑫 少将（2017年—，航天工程大学校长） - 张月辉 | 政治委员 - 强自珍（？—？，国防科委干部学校政治委员） - 牛正中（？—？，国防科工委干部学校政治委员） - 李自强 少将（1986年6月9日—？，国防科工委指挥技术学院政治委员） - 刘兆梅 少将（？—？，国防科工委指挥技术学院政治委员） - 田永清 少将（1994年8月—1998年10月，国防科工委指挥技术学院政治委员） - 何福东 少将（？—？，装备指挥技术学院政治委员） - 袁水春 少将（？—2011年，装备指挥技术学院政治委员） - 巩树林 少将（2011年2月—2017年，装备指挥技术学院、装备学院政治委员） - 纪多 少将（2017年—，航天工程大学政治委员） - 杨龙溪 |

## 专业设置
2017年组建后，中国人民解放军军事航天部队航天工程大学设有20多个本科专业方向，拥有12个一级学科硕士点，5个一级学科博士点，3个博士后科研流动站。2017年招生的本科专业有：
- 指挥信息系统工程
- 武器发射工程
- 测控工程
- 航天装备工程
- 光电信息科学与工程
- 侦察情报
- 遥感科学与技术
- 通信工程
- 信息对抗技术[1]

## 校区
2017年组建后，中国人民解放军军事航天部队航天工程大学设有怀柔、昌平、沙河三个校区，均在北京市。学校设有研究生院、航天指挥学院、宇航技术学院、航天信息学院、航天勤务学院、航天士官学校、基础教学部。